# فیلیپ اشنیدر
فیلیپ اشنیدر (چکی: Filip Šnejdr؛ زادهٔ ۱۶ آوریل ۱۹۹۵) دونده دو نیمه‌استقامت اهل جمهوری چک است.